# Kızılcasöğüt, Çivril
Kızılcasöğüt là một thị trấn thuộc huyện Çivril, tỉnh Denizli, Thổ Nhĩ Kỳ. Dân số thời điểm năm 2010 là 2.994 người.